# Giacomo Insanguine
Giacomo Insanguine (Monopoli, 1730 - Nàpols, 1795) fou un compositor i organista italià.
Estudià a Nàpols amb Francesco Feo i Girolamo Abos en el conservatori Dei Poveri di Gesu Cristo i amb Francesco Durante en el de San Onofrio, on tot seguit es va fer alumne de Carlo Cotumacci, al que primer (1767) secundà i després, a la seva mort (1785), substituí en la docència. a partir de 1774 treballà com a organista en la Cappella del tesoro de San Gennaro, de la que en fou nomenat maestro el 1781, amb el que vingué a succeir a Lorenzo Fago.
Fou particularment hàbil en la reelaboració i integració d'obres alienes, fins al punt de merèixer el sobrenom de <mestre dels fragments>.
Durant la seva tasca de professor en el conservatori de Sant Onofrio Capuana, tingué entre altres alumnes a Pietro Casella. Autor destacat de l'escola napolitana, refeu òperes d'altres compositors per a empresaris. Foren d'èxit L'osteria di Marechiaro (1768), Lo funnaco revotato (1756), Didone abbandonata (Metastasio, 1770), Arianna e Teseo (1773), Le astuzie per amore (1777), i Calipso (1782). A més el 1771 completà l'òpera de Giovan Tomaso di Maio Eumene.
La seva producció comprèn composicions sacres, entre altres Cantata pel trasllat de la sang de S. Genar, Els vots de David per Salomó expressats en els Salm LXXI, misses, motets, àries, sonates i peces per a orgue.